# Shukriya Khanum
Shukriya Khanum (c. 1935 - 14 de maio de 2017, Lahore) foi uma piloto de aviões paquistanesa. Ela foi a primeira mulher do país a tornar-se piloto comercial em 1959. Embora não tivesse permissão para voar comercialmente, ela passou a sua carreira na companhia aérea nacional, Pakistan International Airlines (PIA) a ensinar outros.

## Educação
Shukriya formou-se no Government College Karachi em 1959. Shukriya Khanum teve aulas de voo na Lahore Flying Academy no Aeroporto Walton, Lahore.

## Carreira
Shukriya obteve a sua licença de voo imediatamente após a sua formatura em 1959. Ela começou a sua carreira na companhia aérea nacional, Pakistan International Airlines (PIA). No entanto, naquela época, as regras não permitiam que as mulheres pilotassem aviões comerciais, então Shukriya aceitou o emprego de instrutora de voo no clube de voo da PIA, onde ensinava os novos cadetes. Ela também levava entusiastas de voo para passeios no clube de Karachi.
No final dos anos 1970, quando a lei marcial foi imposta, durante o regime do General Zia-ul-Haq, as regras tornaram-se rígidas e muitas leis foram implementadas que iam contra a ideia de homens e mulheres trabalharem na mesma área e, portanto, Shukriya foi impedida de voar em absoluto, já que as regras de Zia impediam homens e mulheres de voar juntos. Shukriya ficou então restrita ao trabalho de instrutora de voo em solo. Durante a sua carreira, Shukriya não foi capaz de servir como piloto. A primeira piloto comercial do sexo feminino, que podia voar sem quaisquer restrições de género foi Rabia, que obteve a sua licença trinta anos depois de Shukriya. Em 1989, Rabia conheceu Shukriya em Karachi. Shukriya ficou feliz em vê-la e disse, nas suas próprias palavras, "focar no profissionalismo e nunca deixar ninguém pensar que porque você é mulher não pode fazer isso".

## Morte
Khanum morreu em 14 de maio de 2017 aos 82 anos devido a cancro de fígado, o qual ela combateu ao longo de vários anos. Ela morreu no Hospital Shaukat Khanum, em Lahore.